# Notiosorex
Notiosorex är ett däggdjurssläkte i familjen näbbmöss (Soricidae) med fyra arter som förekommer i sydvästra Nordamerika.

## Kännetecken
Dessa näbbmöss är jämförelsevis små. De når en kroppslängd mellan 5 och 7 cm och därtill kommer en 2 till 3 cm lång svans. Vikten varierar mellan 3 och 5 gram. Pälsen har på ovansidan en grå färg, undersidan är ljusare. Öronen är tydlig synliga utanför pälsen.

## Utbredning och habitat
Arterna förekommer i sydvästra USA (från Kalifornien till Arkansas) som i norra Mexiko (från Baja California till Tamaulipas). De lever främst i halvöknar och andra torra habitat men de vistas även i mera våta områden.

## Levnadssätt
Notiosorex är bättre anpassade till torra regioner än andra näbbmöss. På grund av en långsammare ämnesomsättning har de ett lägre vätskebehov, dessutom har individernas urin en högre koncentration. Vid brist på föda faller de i dvala (torpor).
Individerna bygger sina bon av bark, blad och hår ovanpå marken. De är främst aktiva på natten och livnär sig av insekter och andra ryggradslösa djur.
Honan kan para sig två gånger per år och det finns inga särskilda parningstider. Per kull föds upp till 6 ungar som efter ungefär två månader blir könsmogna. Livslängden är sällan över ett år.

## Systematik
Släktet utgörs av fyra arter:
- Notiosorex crawfordi var fram till 2000-talet den enda kända arten. Den finns i sydvästra USA och nordvästra Mexiko.
- Notiosorex villai beskrevs först året 2000 som art, den lever i den mexikanska delstaten Tamaulipas.
- Notiosorex evotis förekommer vid norra Mexikos västra kustlinje.
- Notiosorex cockrumi beskrevs så sent som 2004, är endast känd från Arizona.

IUCN listar N. villai som sårbar (Vulnerable) och alla andra som livskraftiga (Least Concern).